# Добро
Добро је највећа етичка вредност и један од средишњих филозофских појмова. С њим у вези је и добро делање које човека приближава врхунском добру. Добро је супротност зла.
У филозофији се разликује добро по себи и корисно добро. Добро по себи (или чисто добро) не зависи од другог бића, нема сврху изван себе, нити за циљ има неку корист или интерес. Корисно добро има за сврху неку корист, неки интерес. У етици је познато и хедонистичко и утилитаристичко схватање добра. Хедонизам истиче угођај, осећај задовољства, као највеће добро, док утилитаризам истиче корист.

## Етимологија
У санскриту корен речи добар је дхаб, тј. оно што пристаје и што нечему припада (односно одговара својој сврси), што је у старословенском “доба”. Из тога су настале речи српског језика: добар, добро, доброта, удобан, подобан и (супротност) грдобан. Реч добро као основ гради многе сложенице попут: добро-ћудност, -душност, -хотност, - чинство, -намерност, -стивост, -вољност...

## Добро у религији
У хришћанској, јеврејској и исламској религији највише добро је Бог. Сва појединачна добра теже да се приближе врховном добру (лат. summum bonum), и због тога је могуће ступњевито мерење добра (добар-бољи-најбољи). Све религије препоручују добра дела као пут до врхунског добра.

## Добро у филозофији
Многи филозофи су се бавили питањем врлине и добра. Сократ је сматрао да се врлина може научити, односно да је она знање. Тврдио је да човек мора знати шта је добро, да би то чинио. Аристотел види добро као сврху и циљ којем теже све појединачне делатности.
| „                             | Свако умијеће и свако истраживање, те слично дјеловање и потхват, теже, чини се, неком добру. Стога је лијепо речено да је добро оно чему све тежи. | ” |
| — Аристотел, Никомахова етика | |   |

За хришћанске мислиоце, највеће добро је када човек постигне коначну сврху свога живота. Боетије (око 480 - 524), римски хришћански филозоф, у свом делу „Утеха филозофије“, тврди да је највеће добро оно што се човеку не може одузети:
| „                                       | Ако је срећа највеће добро бића, које живи по разуму, и ако оно, што се на било који начин може одузети, није највеће добро, јер се пред њим истиче оно, што се не може уграбити, очито је да несталност удеса не може потпомагати стицање среће. Притом онај, којег вуче та непостојана срећа, или зна да је она непроменљива, или не зна. Ако не зна, како ли може бити сретан удес заснован на заслепљености незнања? Ако пак зна, нужно је да се боји, да не би изгубио оно, за што не сумња да се може изгубити, па му зато непрекидан страх не допушта, да буде сретан. Или пак, ако то изгуби, држи да не мора за то марити? И по томе је оно добро, чији се губитак може равнодушно подносити, доиста врло незнатно. | ” |
| — Боетије, Утеха филозофије (124 - 125) | |   |

Томас Хобс своди идеју добра на пуки објект наших жеља и циљева. Жан Жак Русо (1712-1778) сматра да је природа човека и света дубоко неискварена и добра. Природа је најбољи учитељ добра а усклађеност са природом је правило живота и врлине. Џон Стјуарт Мил, представник утилитаристичког схватања добра, сматра да свако дело треба процењивати према последицама, односно штетности и корисности по појединца и заједницу. Савремени етичари уместо термина добро преферирају реч вредност за добро које је корисно човеку, истичући субјективну страну добра.

## У области биологије
Неки биолози (посебно Едвард О. Вилсон, Џереми Грифит, Дејвид Слоун Вилсон и Франс де Вал) сматрају моралност важним питањем којим се бави област биологије.